# Almarza
Almarza je obec ve španělské provincii Soria v autonomním společenství Kastilie a León. V obci žije 626 obyvatel. Leží v časovém pásmu UTC+01:00. Rozloha obce činí 100 km² a hustota zalidnění je tak 5,7 obyvatel/km². 